# Актив
Активи (лат. activus — дійсний) — ресурси, контрольовані підприємством у результаті певних подій, використання яких, як очікується, приведе до отримання економічних вигод у майбутньому.

## Характеристики
У розумінні цього терміна у фінансовому обліку необов'язково мати право власності (право власності, яке має юридичну силу) на актив. Актив може бути визнаний, якщо суб'єкт господарювання, що звітує, контролює права (економічні ресурси), які представляє цей актив. Актив — частина бухгалтерського балансу, що відображає на певну дату всі наявні на даному підприємстві матеріальні цінності, кошти, боргові вимоги, належні даному підприємству або установі (борги різних осіб та установ у грошовому виразі); протилежне пасив.
При веденні бухгалтерського обліку та складанні звітності до активів відносять: нараховану дебіторську заборгованість за процентним доходом, відстрочену кредиторську заборгованість за витратами і премію за придбаними цінними паперами, але не відносять витрати, збитки та внутрішньобанківські розрахунки. Загальна сума активів — це сума всіх категорій активів, мінус сума всіх контрактивних рахунків типу резервів під можливі збитки від кредитної діяльності та дисконт за придбаними цінними паперами. Активи бувають таких видів: грошові та активи банку, депозитарні та дохідні, ліквідні та матеріальні, «мертві» та надлишкові, неліквідні та нематеріальні, оборотні та необоротні, паперові, пенсійні та інші.
Якщо пасив перевищує актив, то настає банкрутство. Франція (Code de commerce, t. 2, 8-17) вимагає, щоб кожен торговець вів загальну торговельну книгу (livre journal) і щорічний інвентар всього майна і боргів; обидва документи щорічно піддаються огляду члена місцевого суду або мера. За німецьким торговим законом кожен купець зобов'язаний щорічно складати інвентар і баланс. При цьому повинна бути позначена вартість майна та боргів за рахунками за часом їх отримання. Сумнівні рахунки оцінюються приблизно, такі що не мають надії бути сплаченими не виписують зовсім.

### Грошові активи
- Грошові активи — кошти, які перебувають у розпорядженні підприємства на певну дату і є його активами у формі готових засобів оплати.

### Депозитарні активи
- Депозитарні активи — передані на зберігання до депозитарію цінні папери.

### Ліквідні активи
- Ліквідні активи — активи (кошти, цінні папери, матеріальні цінності та ін.), які можуть бути швидко реалізоваві та використані для сплати боргових зобов'язань.

### Матеріальні активи
- Матеріальні активи — основні фонди Й оборотні активи будь-якого виду, відмінного від коштів, цінних паперів та інших нематеріальних активів.

### Неліквідні активи
- Неліквідні активи — активи підприємства, які можуть бути реалізовані без втрат своєї балансової вартості лише протягом тривалого часу.

### Нематеріальні активи
- Нематеріальні активи — активи підприємства, які не мають матеріально-речової форми (авторські права, програмне забезпечення і т.ін.).

### Оборотні активи
Оборотні (поточні) активи — майнові цінності підприємства, які обслуговують поточний господарський процес і повністю споживаються протягом одного виробничо-комерційного циклу.

### Операційні активи
- Операційні активи — активи підприємства, безпосередньо задіяні в його виробничій діяльності для отримання доходу внаслідок цієї діяльності.

### Паперові активи
- Паперові активи — фінансові активи (акції, облігації та інші цінні папери).

### Позаоборотні активи
- Позаоборбтні активи:

- а) майнові цінності підприємства, які багаторазово беруть участь у його господарській діяльності;
- б) власні ресурси підприємства, які вибули з господарського обороту, але й далі перебувають на його бухгалтерському балансі.

### Процентні активи
- Процентні активи — активи, що приносять процентний дохід.

### Резервні міжнародні активи
- Резервні міжнародні активи — валютні активи держав (банків, транснаціональних корпорацій), що є резервами міжнародних платіжних засобів.

### Робочі активи
- Робочі активи — кошти банку, надані кредити, а також інші кошти й активи, що приносять прибуток банкові.

### Фінансові активи
- Фінансові активи — активи підприємства у формі наявних коштів та різних фінансових інструментів.

### Чисті активи
- Чисті активи — майнові цінності підприємства, отримані за рахунок власного капіталу.